# Сидни (Небраска)
Сидни (енгл. Sidney) град је у америчкој савезној држави Небраска.

## Демографија
По попису из 2010. године број становника је 6.757, што је 475 (7,6%) становника више него 2000. године.
| Група             | 2000.         | 2010.         |
| Белци             | 5.786 (92,1%) | 5.987 (88,6%) |
| Афроамериканци    | 11 (0,2%)     | 15 (0,2%)     |
| Азијати           | 35 (0,6%)     | 157 (2,3%)    |
| Хиспаноамериканци | 371 (5,9%)    | 498 (7,4%)    |
| Укупно            | 6.282         | 6.757         |